# جون إليس
جون إليس (بالإنجليزية: John Ellis)‏ (و. 1946 – م) هو فيزيائي من المملكة المتحدة . ولد في لندن الكبرى.
وهو عضواً في الجمعية الملكية .

## التعليم
تعلم في كلية الملك في كامبريدج، ومدرسة هايغيت ‏

## مناصب وهيئات
أدار كلية كينجز لندن.

## جوائز
حصل على جوائز منها:
- جائزة ديراك لمؤسسة الفيزياء [الإنجليزية]‏ (2005)
- قائد وسام الامبراطورية البريطانية
- زمالة الجمعية الملكية.